# Beppe Gabbiani
Giuseppe Gabbiani, né le 2 janvier 1957 à Plaisance en Émilie-Romagne, est un ancien pilote automobile italien.

## Biographie
Auteur d'une brillante carrière en karting durant son adolescence, Beppe Gabbiani débute en compétition automobile en 1977. Dès sa première saison en monoplace, dans le relevé championnat d'Europe de Formule 3, il réalise des performances très prometteuses qui lui permettent d'accéder, la saison suivante, au championnat d'Europe de Formule 2. Malgré des résultats mitigés, à vingt-et-un ans il obtient en fin de saison le volant d'une Surtees pour les deux dernières manches du championnat du monde de Formule 1, sans parvenir à se qualifier.
De retour en Formule 2, Gabbiani termine cinquième du championnat d'Europe 1979 avant de connaître, en 1980, une saison sans le moindre point. Il obtient une deuxième chance en Formule 1 lorsqu'il est engagé pour disputer l'ensemble de la saison 1981 dans la modeste structure italienne Osella. L'expérience est douloureuse puisqu'il ne se qualifie qu'à trois reprises sans jamais rallier l'arrivée.
En 1982, Gabbiani retrouve le championnat d'Europe de Formule 2 ; cinquième du classement général juste derrière son jeune équipier Stefan Bellof, il obtient ses premières victoires dans la discipline en 1983. Ses quatre succès lui permettent de se classer troisième du championnat derrière Mike Thackwell et Jonathan Palmer. En fin d'année, il abandonne la course et disparaît des circuits pendant plus de dix ans avant d'effectuer son retour à la compétition dans les épreuves d'Endurance, d'abord au niveau national puis au niveau international, notamment dans le championnat International Sports Racing Series.

## Résultats en championnat du monde de Formule 1
| Saison | Écurie               | Châssis | Moteur      | Pneus    | GP disputés | Points inscrits | Classement |
| ------ | -------------------- | ------- | ----------- | -------- | ----------- | --------------- | ---------- |
| 1978   | Team Surtees         | TS20    | Cosworth V8 | Goodyear | 0           | 0               | n.c.       |
| 1981   | Osella Squadra Corse | FA1B    | Cosworth V8 | Michelin | 3           | 0               | n.c.       |